# Earl Luick

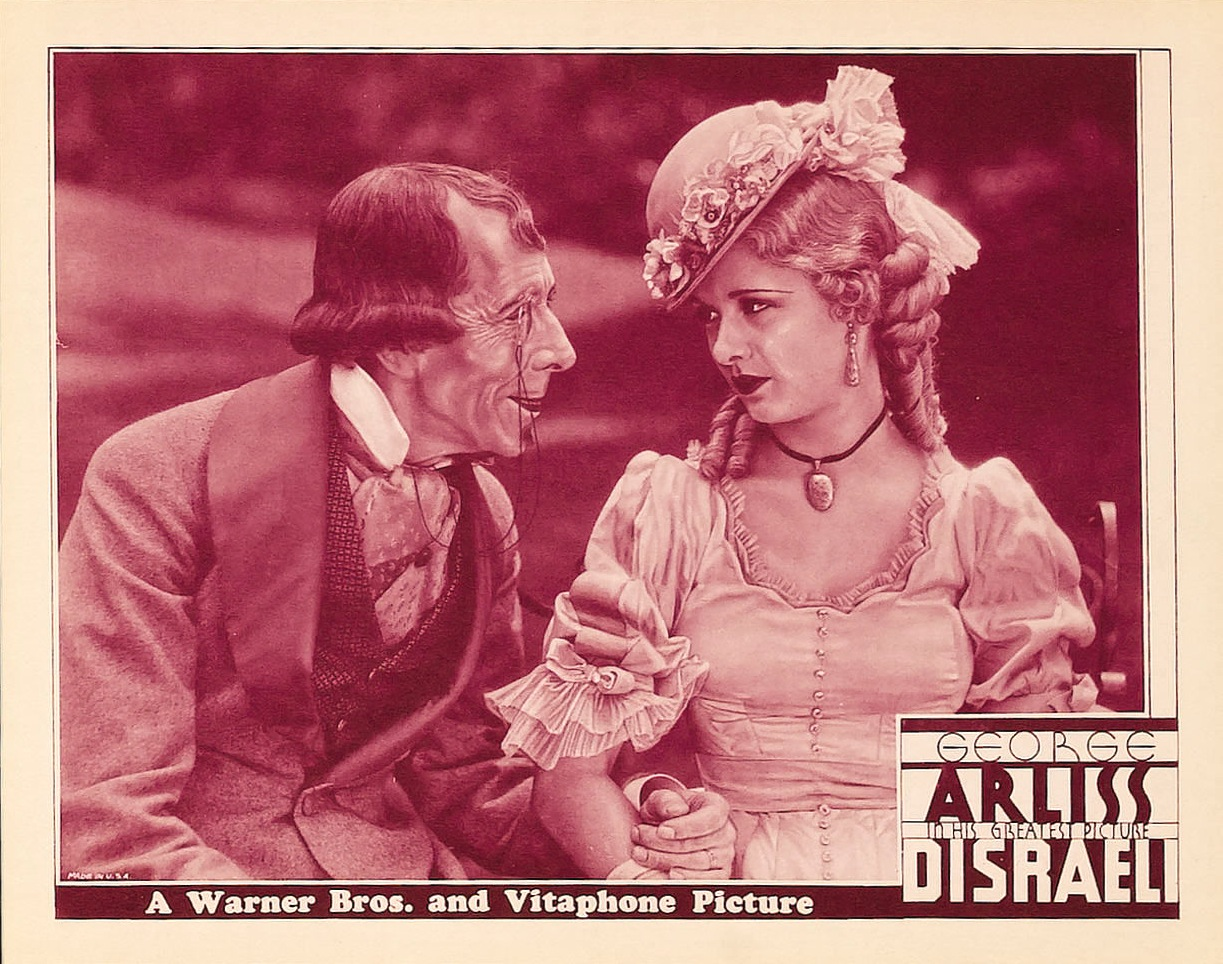
Disraeli (1929, poster promotionnel), avec George Arliss et Joan Bennett

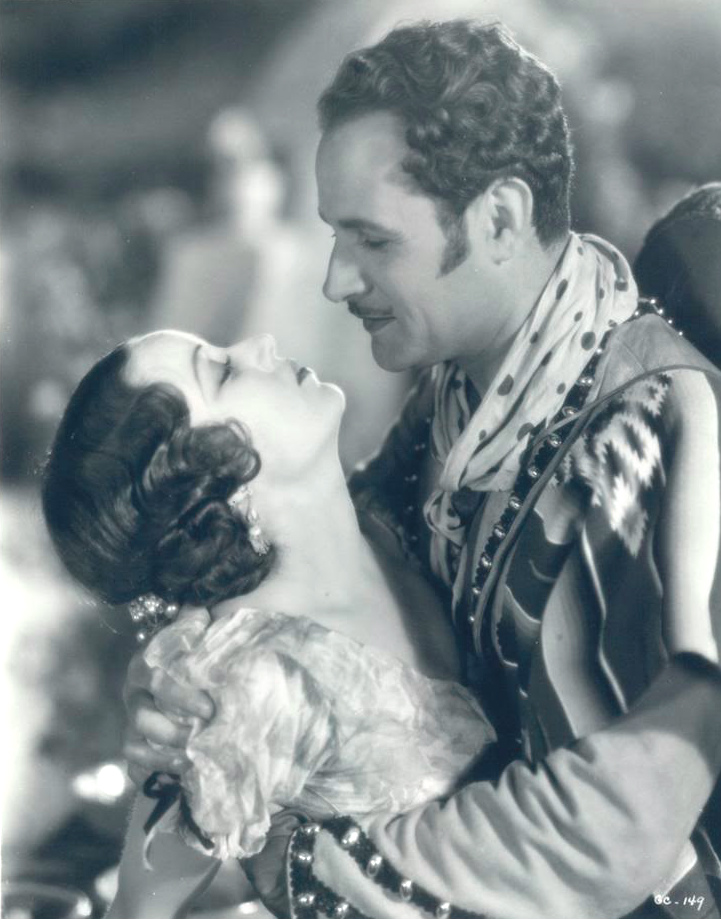
Captain Thunder (1930), avec Fay Wray et Victor Varconi

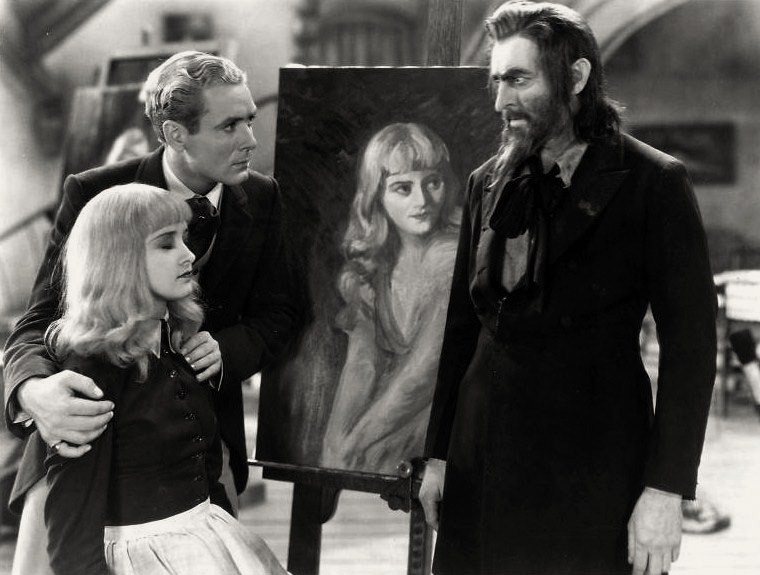
Svengali (1931), avec Marian Marsh, Bramwell Fletcher et John Barrymore (de g. à d.)

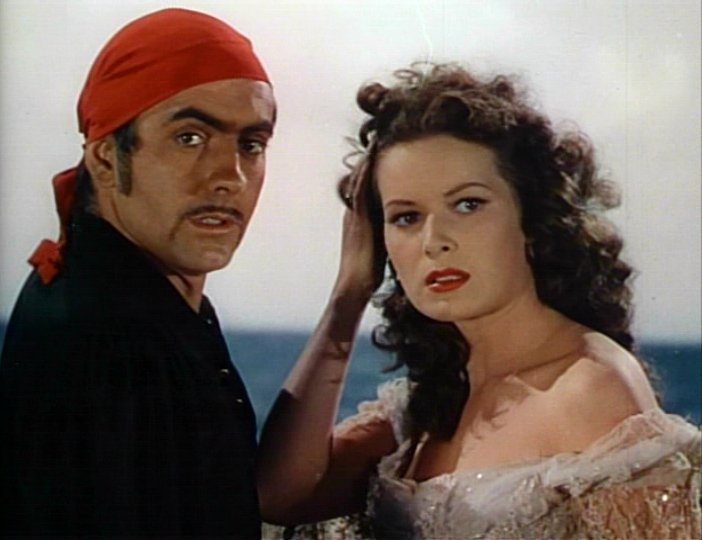
Le Cygne noir (1942), avec Tyrone Power et Maureen O'Hara

Earl Luick est un costumier américain, né le 13 mars 1904 à Belding (Michigan), mort le 29 septembre 2003 à Riverhead (État de New York).

## Biographie
Durant une première période de 1927 à 1933, au sein de la Warner principalement, Earl Luick est costumier sur cent-neuf films américains, dont Le Roi des rois de Cecil B. DeMille (1927, avec H. B. Warner et Dorothy Cumming), Disraeli d'Alfred E. Green (1929, avec George Arliss et Joan Bennett), L'Ennemi public de William A. Wellman (1931, avec James Cagney et Jean Harlow) et Deux Femmes de John Ford (1933, avec Henrietta Crosman et Marian Nixon).
Puis, retiré un temps du cinéma, il y revient toutefois pour une seconde période en 1942-1943, travaillant sur douze autres films américains produits par la Fox, dont Le Cygne noir d'Henry King (1942, avec Tyrone Power et Maureen O'Hara) et L'Étrange Incident de William A. Wellman (1943, avec Henry Fonda et Dana Andrews).

## Filmographie partielle

### Première période (1927-1933)
- 1927 : Le Roi des rois (The King of Kings) de Cecil B. DeMille
- 1928 : L'Arche de Noé (Noah's Ark) de Michael Curtiz
- 1929 : Honky Tonk de Lloyd Bacon
- 1929 : Disraeli d'Alfred E. Green
- 1929 : Stark Mad de Lloyd Bacon
- 1929 : Le Chant du désert (The Desert Song) de Roy Del Ruth
- 1930 : The Office Wife de Lloyd Bacon
- 1930 : Sur la piste glacée (River's End) de Michael Curtiz
- 1930 : Au seuil de l'enfer (The Doorway to Hell) d'Archie Mayo
- 1930 : Moby Dick (Moby Dick) de Lloyd Bacon
- 1930 : La Déesse rouge (The Green Goddess) d'Alfred E. Green
- 1930 : Captain Thunder d'Alan Crosland
- 1930 : She Couldn't Say No de Lloyd Bacon
- 1931 : La Fille de l'enfer (Safe in Hell) de William A. Wellman
- 1931 : Le Génie fou (The Mad Genius) de Michael Curtiz
- 1931 : I Like Your Nerve de William C. McGann
- 1931 : La Route de Singapour (The Road to Singapore) de Alfred E. Green
- 1931 : L'Honneur de la famille (Honor of the Family) de Lloyd Bacon
- 1931 : L'Ennemi public (The Public Enemy) de William A. Wellman
- 1931 : Svengali d'Archie Mayo
- 1931 : Le Millionnaire (The Millionaire) de John G. Adolfi
- 1931 : Le Petit César (Little Caesar) de Mervyn LeRoy
- 1931 : L'Ange blanc (Night Nurse) de William A. Wellman
- 1931 : Le Faucon maltais (The Maltese Falcon) de Roy Del Ruth
- 1931 : Illicit d'Archie Mayo
- 1931 : Gold Dust Gertie de Lloyd Bacon
- 1931 : Le Beau Joueur (Smart Money) de Alfred E. Green
- 1932 : L'Honorable Monsieur Wong (The Hatchet Man) de William A. Wellman
- 1932 : Gare centrale (Union Depot) de Alfred E. Green
- 1932 : Wild Girl de Raoul Walsh
- 1932 : The Famous Ferguson Case de Lloyd Bacon
- 1932 : High Pressure de Mervyn LeRoy
- 1932 : L'Homme qui jouait à être Dieu (The Man Who Played God) de John G. Adolfi
- 1932 : Mon grand (So Big!) de William A. Wellman
- 1933 : Fille de feu (Hot Pepper) de John G. Blystone
- 1933 : Cavalcade de Frank Lloyd
- 1933 : Révolte au zoo (Zoo in Budapest) de Rowland V. Lee
- 1933 : Deux Femmes (Pilgrimage) de John Ford
- 1933 : The World Changes de Mervyn LeRoy
- 1933 : Mystérieux Week-end (Broadway Bad) de Sidney Lanfield
- 1933 : Toujours dans mon cœur (Ever in My Heart) d'Archie Mayo
- 1933 : Sa douce maison (The House on 56th Street) de Robert Florey

### Seconde période (1942-1943)
- 1942 : Swing au cœur (Footlight Serenade) de Gregory Ratoff
- 1942 : Girl Trouble de Harold D. Schuster
- 1942 : Ivresse de printemps (Springtime in the Rockies) de Irving Cummings
- 1942 : Le Cygne noir (The Black Swan) d'Henry King
- 1942 : La Pagode en flammes (China Girl) d'Henry Hathaway
- 1943 : Margin for Error d'Otto Preminger
- 1943 : Aventure en Libye (Immortal Sergeant) de John M. Stahl
- 1943 : Requins d'acier (Crash Dive) d'Archie Mayo
- 1943 : L'Étrange Incident (The Ox-Box Incident) de William A. Wellman